# كر (كلب)

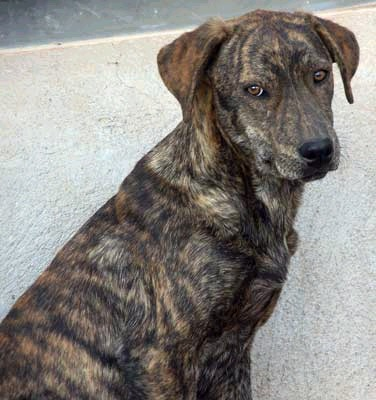
جرو الكر، بعمر 6 أشهر

كان الكُرُّ سلالة من الكلاب يستخدمها رعاة الماشية في إنجلترا. السلالة انقرضت الآن. في الولايات المتحدة ، يُطلق على الكلب قصير الشعر الذي يستخدم في الصيد والرعي اسم ذو الذيل الملتوي أو "cr للاختصار. يُستخدم المصطلح الكُرّ هذه الأيام لوصف الكلب الهجين خاصةً إذا كان مزاجه غير ودي أو عدوانيًا. يُعتقد أن الاسم مشتق من الكلمة الإسكندنافية القديمة kurra بمعنى "تذمر أو تذمر".